# Acanthoscelides bicoloriceps
Acanthoscelides bicoloriceps is een keversoort uit de familie bladkevers (Chrysomelidae). De wetenschappelijke naam van de soort werd in 1929 gepubliceerd door Maurice Pic.